# Kamal Ait El Haj
Kamal Ait El Haj (arab. كمال ايت الحاج, ur. 8 maja 1984) – marokański piłkarz, grający jako defensywny pomocnik. 

## Kariera klubowa

### Olympique Khouribga
Zaczynał karierę w Olympique Khouribga.
W sezonie 2011/2012 (pierwszym w bazie Transfermarkt) zagrał 8 meczów i raz asystował.
W kolejnym sezonie zagrał jedno spotkanie.

### Mouloudia Wadżda
17 grudnia 2012 roku został zawodnikiem Mouloudii Wadżda.

### Chabab Atlas Khénifra
1 sierpnia 2014 roku został zawodnikiem Chababu Atlas Khénifra. W tym zespole zadebiutował 24 sierpnia 2014 roku w meczu przeciwko FAR Rabat (0:0). Zagrał cały mecz. Pierwszego gola strzelił 31 stycznia 2015 roku w meczu przeciwko Difaâ El Jadida (1:0). Do siatki trafił w 87. minucie. Pierwszą asystę zaliczył 3 maja 2015 roku w meczu przeciwko Renaissance Berkane (1:1). Asystował przy golu Amine Mahhy w 87. minucie. Łącznie zagrał 22 mecze, strzelił dwa gole i miał asystę.

### Olympic Safi
1 czerwca 2015 roku został zawodnikiem Olympic Safi. W tym klubie debiut zaliczył 18 września 2015 roku w meczu przeciwko Moghreb Tétouan (wygrana 1:0). Na boisku pojawił się w 71. minucie, zszedł Saad Lamti. Pierwszą bramkę strzelił 14 listopada 2015 roku w meczu przeciwko KAC Kénitra (porażka 2:1). Do siatki trafił w 12. minucie. Pierwszą asystę zaliczył 3 kwietnia 2016 roku w meczu przeciwko KAC Kénitra (porażka 1:2). Asystował przy golu Saada Lamtiego w 92. minucie. Łącznie zagrał 93 mecze, strzelił 9 bramek i miał 4 asysty.

### Ittihad Tanger
1 sierpnia 2019 roku został zawodnikiem Ittihadu Tanger. W tym klubie zadebiutował 14 września 2019 roku w meczu przeciwko FUS Rabat (porażka 1:0). Zagrał cały mecz. Zagrał 8 meczów.